# Rohit Chand
Rohit Chandra Thakuri (nep. रोहित चन्द ठकुरी, ur. 1 marca 1992 w Surkhet) – nepalski piłkarz występujący na pozycji pomocnika lub obrońcy w indonezyjskim klubie Persija Dżakarta.

## Kariera klubowa

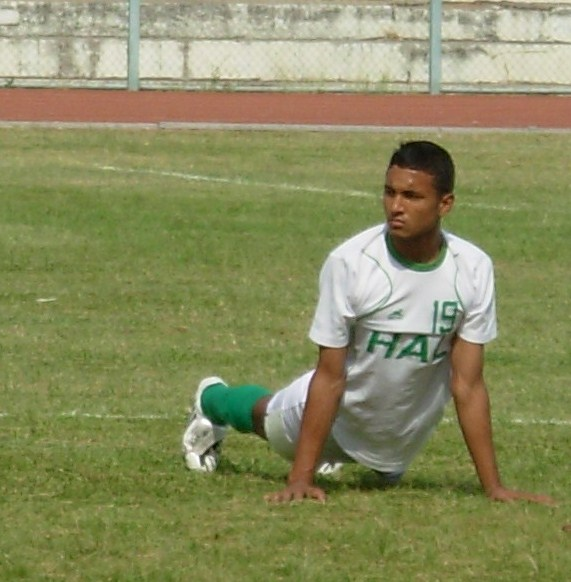
Chand podczas treningu w klubie HAL SC (2011).

Chand karierę rozpoczynał w 2009 roku w zespole Machhindra FC z Martyr's Memorial A Division League. Spędził tam rok. W 2010 roku wyjechał do Indii, by grać w tamtejszym klubie Hindustan Aeronautics SC z I-League. W 2012 roku spadł z nim do I-League Division Two. W sezonie 2012/2013 grał w PSPS Pekanbaru, a w latach 2013-2015 był piłkarzem Persiji Dżakarta. W 2015 został zawodnikiem T-Team. W 2016 przeniósł się do Manang Marshyangdi Club. Od 2017 ponownie występuje w Persiji Dżakarta.

## Kariera reprezentacyjna
W reprezentacji Nepalu Chand zadebiutował 23 marca 2009 roku w zremisowanym 0:0 towarzyskim meczu z Palestyną.

## Sukcesy

### Klubowe
Persija Dżakarta
- Mistrz Indonezji: 2018
- Zdobywca Pucharu Prezydenta: 2018
- Zdobywca Pucharu Menpora: 2021

### Reprezentacyjne
Nepal
- Zdobywca Pucharu Trzech Narodów: 2021

### Indywidualne
- Piłkarz roku w Indonezji: 2018